# Lago Gurudongmar
Il lago Gurudongmar (conosciuto anche come lago Gurudogmar) è un lago glaciale situato nello stato Indiano del Sikkim, sul lato nord della catena montuosa himalayana del Khangchengyao, in un altopiano contiguo all'altopiano del Tibet, a soli 5 km dal confine con la Cina. Deve il suo nome al guru Padmasambhava, che era noto anche come guru Dongmar. 

## Geografia
Ha una superficie di 118 ettari ed una circonferenza di 5,34 km, le acque del lago provengono da due laghi minori situati circa 500 metri più a sud, quello più occidentale, situato a 5211 m di altezza è alimentato da un ghiacciaio che si trova tra il Kangchengyao e il monte Gurudongmar, quello orientale a 5238 m di altitudine è alimentato direttamente dal ghiacciaio Gurudongmar. Il lago ha un emissario, il Lachen Chu, uno degli affluenti del fiume Tista.
È caratterizzato dalla sua altitudine (5148 m s.l.m.), che lo rende uno dei laghi più alti del mondo. 
Durante il periodo che va da novembre alla metà di maggio il lago rimane completamente congelato, eccetto una piccola parte, che si dice sia benedetta dal guru Padmasambhava.
Il lago ha caratteri sacri per i Sikkim e per i buddhisti, che ritengono le sue acque avere proprietà salutari.

## Controversia
Nel 1997/98 la costruzione di un gurdwara (luogo di riunione) dei Sikh sulle sponde del lago, da parte di un'unità dell'esercito indiano stanziata nell'area, ha causato il risentimento dei Sikkim. La questione è stata esaminata e risolta dal governo del Sikkim con la consulenza dell'Istituto di tibetologia Namgyal che ha stabilito che l'area è inequivocabilmente sacra ai buddisti e quindi l'edificio è stato consegnato al monastero di Lachen che vi ha insediato un lama incaricato della sorveglianza del lago
A causa del territorio estremamente inospitale in cui è situato il lago, privo di vie di comunicazione percorribili da visitatori stranieri, il Gurudongmar è raggiunto da pochissimi visitatori, data la vicinanza con il confine Cinese è richiesto un permesso speciale per accedere alla zona.